# Lago Chiúta
O lago Chiúta é um lago dividido entre Moçambique e o Maláui, o qual, na sua parte moçambicana, faz parte do distrito de  Mecanhelas, na província do Niassa. 

## Geografia
O lago Chiúta está alinhado com o Lago Chilua, a montante, e com o Lago Amaramba, a juzante, numa fossa tectónica que corre de nordeste a sudoeste, a leste do Grande Vale do Rifte (que contém o Lago Niassa, a norte). Os lagos Chilua e Chiúta estão separados por um banco areia com 25 m de altura que tem 9.000 anos de idade.
O lago tem uma profundidade de 3-4 metros a 5 metros e inunda uma área que varia de 25 a 130 km², dependendo da estação do ano e da precipitação, e é uma das fontes do rio Lugenda, um afluente do Rovuma.
O lago é atravessado pela fronteira Maláui-Moçambique no sentido norte-sul, sendo que apenas cerca de 25% da sua área se encontra no lado moçambicano.
A fronteira foi demarcada inicialmente pelo Tratado Anglo-Português de 11 de Junho de 1891, assinado entre os  governos coloniais britânico e português e rectificada por um acordo anglo-português em 18 de Novembro de 1954, o qual moveu a linha de fronteira no lago Chiúta para oeste, dando a Moçambique mais 23 km²

## Economia
O lago tem uma grande importância para a população ribeirinha, tanto na agricultura, em que se cultiva o arroz, milho e tabaco nas zonas que são inundadas sazonalmente, comona pesca. A importância da pesca é realçada pela ocorrência de conflitos entre as comunidades piscatórias de ambos os países, que obrigaram à intervenção das respectivas autoridades para reforçar o conhecimento da linha de fronteira, bem como para resolver conflitos e tensões.